# Trattato anglo-olandese del 1824
Il trattato anglo-olandese del 1824 venne sottoscritto dalla Gran Bretagna e dal Regno Unito dei Paesi Bassi, a Londra il 17 marzo 1824 (è, infatti, noto anche come trattato di Londra del 1824). Esso registrò l'accettazione olandese della fondazione del nuovo porto libero di Singapore, risolvendo, al contempo, numerose questioni secondarie lasciate aperte dal precedente trattato anglo-olandese del 1814. Le delimitazioni territoriali che ne risultavano, costituiscono ancor oggi il confine fra Malaysia ed Indonesia.

## Premesse

### I limiti del precedente trattato del 1814
Il trattato del 1814 era inteso a risolvere le varie questioni sollevate dall'occupazione britannica dei possedimenti olandesi, nel corso delle guerre napoleoniche, così come questioni riguardanti i diritti commerciali che le due nazioni avevano avuto per centinaia d'anni nelle isole delle spezie. Esso affrontò un gran numero di questioni, ma non descrisse chiaramente i limiti dell'espansione delle due parti nel mondo malese.
In particolare, gli Olandesi rientravano in possesso dei due porti più importanti fra l'India e la Cina: Giava e Riau. Alla Compagnia Inglese restavano solo:
- la piccola Penang, stabilita dal Francis Light sin dal 1786 nel sultanato di Kedah, ma mai realmente decollata[2], poiché collocato troppo a nord per offrire sufficiente protezione al naviglio britannico che passava per lo stretto di Singapore[3].
- l'ancor più piccola Bencoolen, nota anche come Fort Marlborough, posta dal lato sbagliato (quello dell'oceano Indiano anziché dello stretto di Malacca) della grande isola di Sumatra[4].

### La fondazione di Singapore
Accadde quindi che l'Inglese che aveva governato Giava dalla conquista del 1811 sino al trattato del 1814, affrontasse il lungo viaggio per Londra, al fine di scongiurare tale rinuncia. Ma non ottenne alcun successo, in quanto la corte ed il ministro degli esteri Canning attribuiva la massima priorità alla ricostruzione di un forte stato nei Paesi Bassi, in funzione di barriera anti-francese. E, per giunta, aveva già ottenuto la Colonia del Capo e la Guyana britannica.

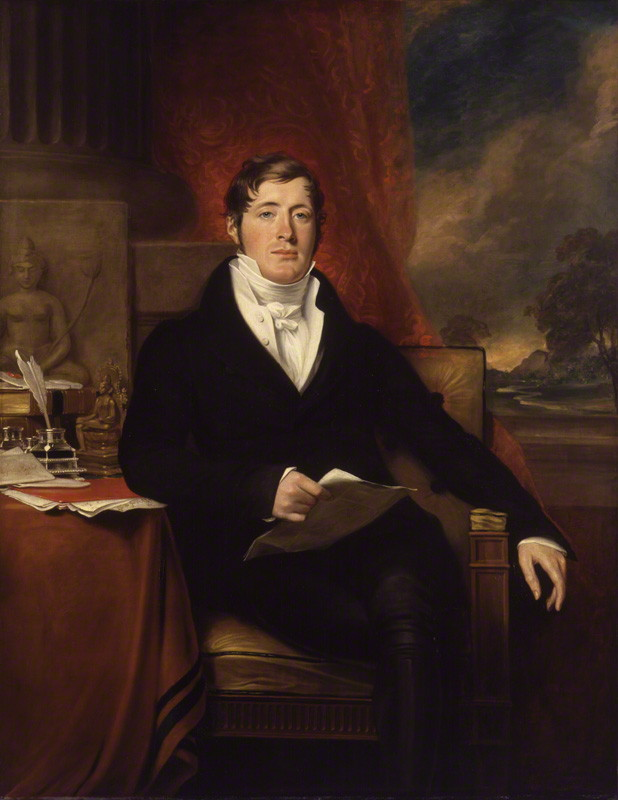
Sir Thomas Raffles nel 1817.

Raffles rientrò in India e si fece attribuire la carica di tenente-governatore nell'unica colonia britannica nella zona di Giava: Bencoolen. Qui studiò la situazione e si convinse dell'opportunità di sfruttare la momentanea debolezza olandese (che erano materialmente rientrati in possesso dei propri possedimenti solo nel 1816) per compiere una piccola invasione di campo: l'occupazione della piccola isola di Singapura. Dal punto di vista dell'avventuriero britannico, essa possedeva due sostanziali vantaggi: (i) una posizione centrale sulla rotta dei commerci fra l'India, la Cina e le isole delle spezie (ii) l'assenza di ogni presenza olandese. Per la precisione, essa apparteneva al Sultanato di Johore, un regno nominalmente alleato alla base olandese di Malacca. La situazione di tale regno era, però, complessa: il precedente Sultano Maometto III di Johor era morto nel 1812, lasciando dietro di sé una lotta di successione fra i due figli: Abdul Rahman, sostenuto da Malacca ed il fratello maggiore Hussein Shah (noto anche come Turku Long).
Fu a quest'ultimo che Sir Raffles decise di offrire appoggio in cambio della cessione dell'isola. Anzitutto si recò a Calcutta presso il quartier generale della tout-puissant Compagnia Inglese delle Indie Orientali ed ottenne dal proprio superiore, il governatore generale Lord Hastings, il consenso all'erezione della nuova base commerciale. Dopo di che, nel gennaio 1819, giunse sul posto, verificò l'inesistenza di ogni presenza olandese e chiese al locale rappresentante del Sultano, il Temenggong, il consenso ad installare la base. Questi rispose di necessitare dell'approvazione del Sultano. Raffles, che sapeva di non poter contare su Abdul Rahman, convocò lo sconfitto Hussein Shah, lo fece giungere sull'isola e lo riconobbe legittimo Sultano di Johore, con una cerimonia svoltasi il 6 febbraio 1819. Lo stesso giorno ne ebbe, in cambio, il consenso alla costruzione della base.
Dopo di che fu altrettanto lesto nel trasmettere l'autorità sulla base alla Compagnia delle Indie, ben prima che le lamentele olandesi compissero il lungo viaggio da Batavia ad Amsterdam, di lì a Londra e ritorno.
I Paesi Bassi, infatti, potevano vantare un diritto consolidato sull'area, in quanto la loro colonia di Malacca aveva da sempre costituito la principale base commerciale della penisola malese. E questa le era stata restituita, senza restrizioni, ai sensi del recente trattato del 1814. Un'osservazione sicuramente valida in negativo, in quanto i britannici non avevano mai avuto nell'area alcuna influenza. Dunque, gli Olandesi reagirono. Ma, stante la loro presente debolezza, non poterono imporre una soluzione. Tanto che il loro principale argomento ebbe a che fare con l'assenza di legittimità dell'usurpatore Abdul Rahman, contrapposta alla diversa volontà del legittimo Sultano di Johore. Un argomento formalmente inattaccabile, ma sostanzialmente dipendente dalla buona volontà britannica.

### I diritti commerciali olandesi in India
Anche la questione aperta circa i diritti commerciali olandesi nell'India britannica e negli antichi possedimenti olandesi nell'area, divenne un punto di contrasto fra Calcutta e Batavia. In particolare, ai sensi del trattato del 1814, la base commerciale di Cochin e relative dipendenze, poste sulla costa del Malabar, in India era stata scambiata con l'isola di Bangka, presso Sumatra. Ma le due parti non avevano mai potuto accordarsi sulla misura della tutela dei pregressi diritti commerciali olandesi, in quanto Batavia pretendeva il vecchio monopolio.
Restavano, inoltre, in mano olandese le basi di Pulicat, sulla costa del Malabar e Tuticorin, sulla costa del Tamil Nadu, di fronte a Ceylon. Ormai isolate dalle rispettive basi principali (per la prima Cochin, perduta, appunto, nel 1814; per la seconda Ceylon, perduta già secondo i termini del trattato di Amiens del 1802).
Appariva, quindi, logico per le due parti, portare a compimento gli scambi delineati con il trattato del 1814, nel senso di perfezionare la definitiva uscita degli Olandesi dall'India, in cambio di adeguate compensazioni nell'arcipelago malese.

## Negoziato

### Prima fase negoziale: 1820
Nel 1820, sotto la pressione dei mercati britannici con interessi nell'estremo oriente, vennero iniziati negoziati per chiarire la situazione dell'Asia sud-orientale.
I negoziati cominciarono il 20 luglio 1820. Gli Olandesi volevano che gli Inglesi rinunciassero a Singapore. Nei fatti, Canning non era certo delle esatte condizioni secondo le quali Singapore era stata acquisita. Tale perplessità era giustificata dalla circostanza che nel sud-est asiatico, l'elemento cruciale della sovranità non era il controllo del territorio, ma degli abitanti o, per meglio dire, l'unico sistema affidabile per stabilire se un particolare territorio appartenesse al tale sovrano, era verificare se gli abitanti gli offrivano il proprio sostegno. Un concetto che faceva a pugni con la concezione europea, ma che aveva il vantaggio di segare alla radice il principale argomento olandese.
Tanto più che lo stesso Abdul Rahman non aveva tutti i torti a proclamarsi 'Sultano di Singapore', dal momento che un Sultanato Malese è centrato interamente sulla persona del Sultano. Quindi il trattato stipulato dal Raffles non poteva dirsi de jure inesistente.
In un primo momento, quindi, le parti si accordarono solo su questioni non controverse quali i diritti alla libera navigazione e l'eliminazione della pirateria. Ma non si andò oltre e le discussioni vennero sospese il 5 agosto 1820. Non ripresero sino al 1823.

### Seconda fase negoziale: 1823
A quest'epoca, però, i Britannici avevano ben compreso l'interesse strategico e commerciale di Singapore: il traffico del porto era vistosamente cresciuto d'importanza. Raffles aveva fondato scuole e chiese e stabilito la libertà religiosa, anche a beneficio della popolazione locale, che, infatti, non mostrava alcun segno di ostilità. Soprattutto, Raffles aveva evitato di imporre ogni dazio doganale:
- Ciò che contrastava nettamente con il tentativo olandese in corso di reimporre un rigido monopolio commerciale all'intero 'mondo malese', facendone, di nuovo (un 'mare chiuso', mare clausum, per impiegare le espressioni polemiche dell'epoca). Accadeva, quindi, che non solo i mercante europei preferivano di gran lunga il nuovo posto ai venerabili scali olandesi. Ma, per le stesse ragioni, ad esso facevano riferimento anche numerosi traffici dei mercati indigeni. In definitiva, il monopolio olandese ne venne distrutto.
- Non solo, un analogo fenomeno andava sviluppandosi anche in campo britannico: la Compagnia Inglese delle Indie Orientali conservava, è vero, il monopolio dei commerci con la Cina, ma esso veniva sempre più apertamente sfidato da numerosi mercanti britannici indipendenti e delle loro 'case di commercio'. La cui azione venne fortemente favorita dall'esistenza stessa di Singapore.

Non per nulla il riconoscimento dell'esistenza di Singapore, venne visto, a posteriori, quale una conferma della crescente forza del nascente imperialismo libero-scambista della Gran Bretagna. Tuttavia, sembra lecito affermare come, lì per lì, valsero maggiormente le ambizioni espansionistiche della stessa Compagnia Inglese delle Indie Orientali, come dimostra che, quando le discussioni ripresero, il 15 dicembre 1823, essi si concentrarono sulla definizione di scambi territoriali e chiare sfere di influenza nella regione. Un obiettivo del tutto coerente con la tradizionale politica dalla Compagnia Inglese delle Indie Orientali in India ed altrove.
Specularmente, gli Olandesi, comprendendo che la crescita di Singapore non poteva essere interrotta, fecero pressioni per uno scambio: l'abbandono delle proprie pretese a nord dello Stretto di Malacca e sulle ultime colonie indiane, in cambio della conferma dei loro diritti a sud dello stretto, così come sulla colonia britannica di Bencoolen.

## L'accordo finale
Il testo finale del trattato venne sottoscritto il 23 marzo 1824. Per l'Olanda firmarono Hendrik Fagel e Anton Reinhard Falck, per Londra George Canning e Charles Watkin Williams Wynn.
Il trattato venne ratificato dalla Gran Bretagna il 30 aprile 1824, dall'Olanda il 2 giugno 1824.

### Gli scambi di territorio
- Il Regno Unito dei Paesi Bassi cedeva tutte le proprie basi nel subcontinente indiano e tutti i diritti ad esse associati.
- Il Regno Unito cedeva la propria base di Fort Marlborough a Bencoolen e tutte le sue proprietà sull'isola di Sumatra e si impegnava a non aprire altri uffici nell'isola, né a sottoscrivere altri trattati con i regni locali.
- Il Regno Unito dei Paesi Bassi cedeva la città ed il forte di Malacca e si impegnava a non aprire altri uffici nella penisola malese, né a sottoscrivere altri trattati con i regni locali.
- Il Regno Unito ritirava la propria opposizione all'occupazione olandese dell'isola di Billiton.
- Il Regno Unito dei Paesi Bassi ritirava la propria opposizione all'occupazione britannica dell'isola di Singapore.
- Il Regno Unito si impegnava a non aprire nuovi uffici nelle isole di Karimun, Batam, Bintan (tutte nell'Arcipelago Riau) e nel vicino Arcipelago di Lingga, od in alcun'altra isola a sud dello stretto di Singapore, o di farvi alcun trattato con i regni locali.
- Da ultimo, le parti concordarono di porre una pietra tombale su una fastidiosa questione pregressa: la restituzione all'Olanda dell'isola di Giava, secondo una Convenzione su Giava (Convention on Java) firmata il 24 giugno 1817, era stata onorata, a parte il pagamento, a favore di Londra, di una somma simbolica di 100 000 sterline, che l'Olanda si impegnava ad effettuare prima della fine del 1825.

Tutti i trasferimenti di proprietà vennero effettuati il 1º marzo 1825.

### I diritti commerciali
- Il trattato tenne fermo il principio che i sudditi dei due Stati avevano il permesso di commerciare nei territori dell'India Britannica, Ceylon e le odierne Indonesia e Malaysia, sulla base della clausola della "nazione più favorita", ma con l'obbligo di obbedire alle locali regolamentazioni.
- Venivano limitati i dazi che possono essere caricati su navi e soggetti delle altra nazione.
- Le parti si impegnavano a non utilizzare la propria forza civile e militare, per ostacolare il commercio.
- Le parti si impegnavano ad opporsi alla pirateria ed a non offrire rifugi o protezione ai pirati o di permettere la vendita di beni frutti di pirateria.
- I sudditi britannici avrebbero avuto accesso commerciale nelle Molucche, in particolare con le isole di Ambone, Banda e Ternate.

### Reciproche garanzie rispetto a future espansioni
Da ultimo, ad impedire il ripetersi di nuovi 'casi Singapore', le parti si impegnarono:
- a che i propri ufficiali locali non potessero aprire nuovi uffici nelle isole delle indie orientali, senza il consenso dei rispettivi governi in Europa.
- a non sottoscrivere nuovi accordi con nazioni orientali che escludano il commercio con l'altra nazione.

## Conseguenze

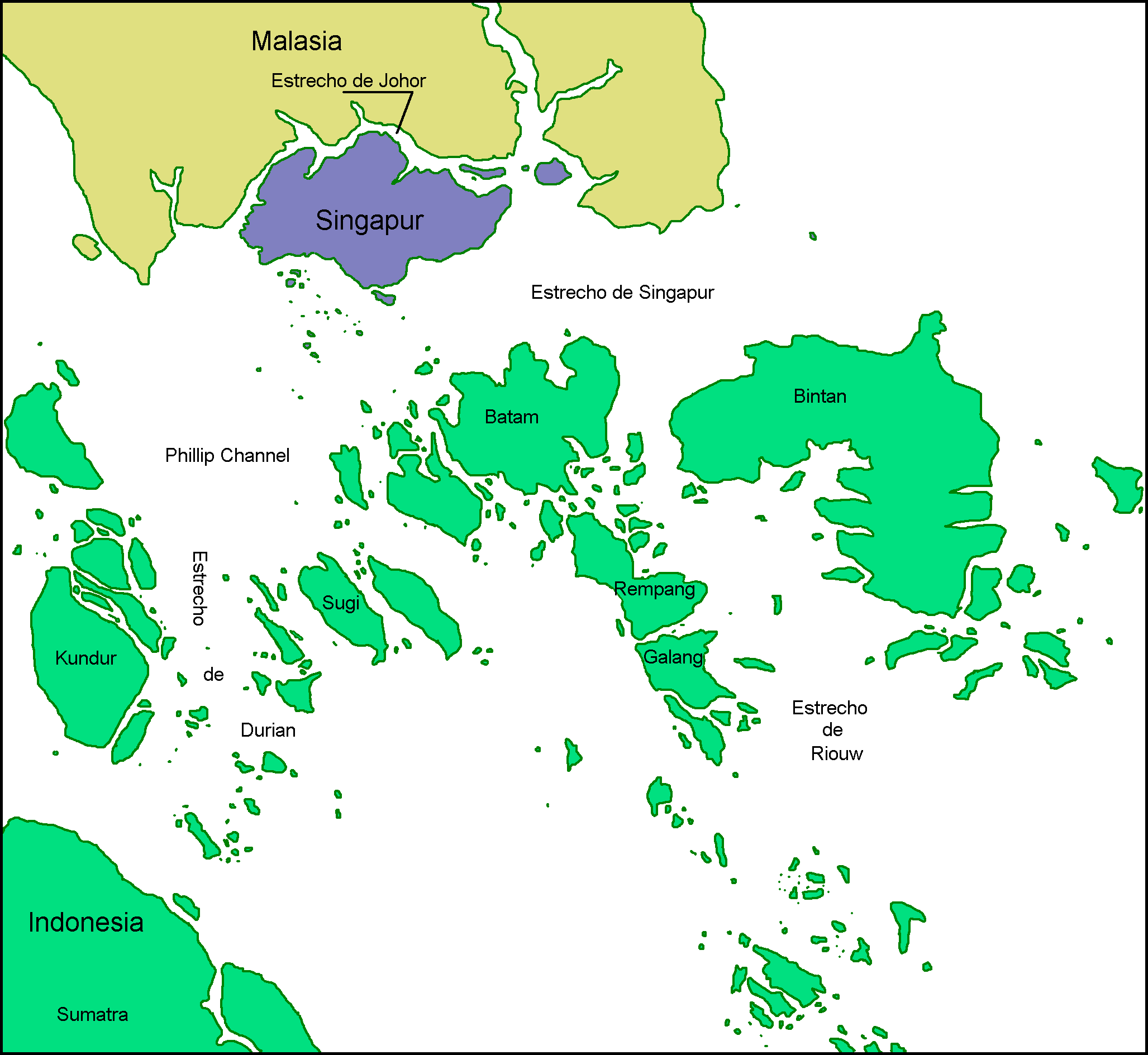
La ripartizione dello Stretto di Singapore

### La ripartizione del sultanato di Johore
Restava da indurre i due fratelli in lotta a regolare le proprie questioni in linea con l'accordo di Londra:
- Il 2 agosto 1824 Hussein Shah (il ribelle fratello maggiore) stipulò con la Compagnia un trattato di amicizia ed alleanza, anche noto come Crawfurd Treaty, con il quale cedeva agli inglesi l'isola di Singapore e tutto il mare adiacente, per un raggio di 10 miglia terrestri[11]. Fu a norma di questo trattato che venne, formalmente, creata la colonia di Singapore[12].
- Nel 1825 Abdul Rahman (il fratello minore), venne indotto a donare a Hussein Shah (il ribelle fratello maggiore) tutto il territorio continentale a nord dello stretto di Singapore (Johor e Pahang), tenendo per sé le isole (Lingga, Bintan, Galang, Bulan, Karimon e tutte le minori, costituite nel sultanato di Riau-Lingga)[13].[14]. Esattamente secondo i termini della divisione fra i due imperi coloniali. Salvo, naturalmente, per Singapore.

### La breve stagione espansionistica inglese nella penisola malese
Nel 1826 la Compagnia Inglese delle Indie Orientali unirono Singapore, Malacca e Penang negli Stabilimenti dello Stretto (Straits Settlements), dipendenti dal governatore del Bengala. Si trattava di una mossa ben vista anche dagli stessi sostenitori di Singapore, tutti ben consci della debolezza della nuova posizione. A cominciare da uno dei due personaggi chiave, accanto al Raffles: Robert Fullerton, allora governatore di Penang e, dopo il trattato, primo governatore degli Stabilimenti dello Stretto. Questi, già nel 1828, proponeva già di spostare la capitale degli Stabilimenti da Singapore a Malacca, per il clima più salubre ed una localizzazione più centrale a garantire adeguate risorse di difesa. Tanto che di lì a poco, nel 1831, non avrebbe esitato a scatenare la piccola guerra di Naning, per garantirsi l'allargamento della colonia di Malacca a danni del centro indigeno di Naning.
La 'piccola guerra' mise una pietra tombale su ogni ulteriore iniziativa espansionistica inglese nella regione, almeno per i successivi 50 anni. Ben oltre, quindi, al 1867, quando gli Stabilimenti dello Stretto vennero, insieme all'intera India, a dipendere direttamente dal Colonial Office di Londra.

### Definizione di confini ancor oggi esistenti
Il trattato segnò la divisione del mondo malese in due: da una parte le Indie orientali olandesi, che sarebbero state governate dai Paesi Bassi, dall'altra la Malesia peninsulare, che sarebbe stata governata dalla Gran Bretagna. Una situazione ancora vigente con i due Stati successori degli imperi coloniali: Indonesia e Malaysia, rispettivamente.
Raffles, morto di lì a poco, nel 1826, tre giorni prima di compiere il 45 compleanno, è ricordato come il fondatore di Singapore.